# The Primal Solution
The Primal Solution è un racconto di fantascienza di Eric Norden pubblicato nel luglio 1977 sulla rivista The Magazine of Fantasy and Science Fiction (vol. 53 No 1). È inedito in italiano.

## Trama
Un anziano scienziato ebreo, un sopravvissuto all'Olocausto che ha perso l'intera sua famiglia, scopre un modo per il "viaggio mentale nel tempo", che consente di proiettare la sua mente nel passato e prendere possesso del giovane Adolf Hitler nella Vienna dei primi anni dieci.
Risoluto a costringere Hitler al suicidio, il vendicativo professore non resiste all'idea di umiliarlo prima di tutto e lo costringe a bere acqua di fogna davanti ai sorpresi passanti, prima di farlo saltare nel Danubio; ma un attimo prima di annegare, Hitler torna in possesso del proprio corpo e fugge a casa spaventato.
Il professore è intrappolato nella mente di Hitler, ma può "ascoltarlo" pensare cose come "gli ebrei? perché gli ebrei mi stanno facendo questo? non ho mai fatto loro del male!". Potendo accedere ai ricordi di Hitler, il professore all'improvviso scopre che fino a quel momento il giovane Hitler non era mai stato del tutto un antisemita e anzi era in buoni rapporti con alcuni ebrei.
Solamente poiché qualcosa di inesplicabile era entrato nella mente di Hitler - qualcosa che lo odiava totalmente ed era implacabilmente incline alla sua distruzione, identificandosi come un ebreo che agisce per conto di tutti gli ebrei - egli divenne il genocida noto alla storia. Senza mai raccontare a nessuno della presenza nella sua mente, temendo di essere considerato malato di mente, Hitler avrebbe sviluppato gradualmente l'idea che solo uccidendo tutti gli ebrei si sarebbe liberato di quella presenza ossessionante.
In breve, l'atto inteso per impedire l'Olocausto ne diventa in definitiva la causa.